# Ягодово (Пловдивська область)
Я́годово (болг. Ягодово) — село в Пловдивській області Болгарії. Входить до складу общини Родопи.

## Населення
За даними перепису населення 2011 року у селі проживала 3021 особа.
Національний склад населення села:
| Національність   | Кількість осіб | Відсоток |
| ---------------- | -------------- | -------- |
| болгари          | 2600           | 88,9%    |
| цигани           | 284            | 9,7%     |
| турки            | 19             | 0,7%     |
| інша             | 16             | 0,5%     |
| не визначились   | 4              | 0,1%     |
| Всього відповіли | 2923           |          |

Розподіл населення за віком у 2011 році:
Динаміка населення: